# Centre Vinicole - Champagne Nicolas Feuillatte
La Centre Vinicole – Champagne Nicolas Feuillatte (CV-CNF), nota con il marchio Nicolas Feuillatte, è una delle più grandi case produttrici di champagne del mondo, con sede a Chouilly, nella regione della Champagne-Ardenne.

## Storia
Henri Macquart fondò nel 1972 il Centre Vinicole de la Champagne (CVC) come centro di stoccaggio e vinificazione a servizio di più cooperative e produttori della zona, in risposta ad esigenze emerse soprattutto a seguito della grande annata di produzione del 1970. 
Nicolas Feuillatte, noto imprenditore la cui famiglia forniva altre case vinicole, decise in quegli stessi anni di produrre in proprio con il suo nome. Nel 1986 volle cedere il suo marchio al CVC e si dedicò alla commercializzazione e pubblicità dello stesso fino alla sua morte nel 2014.
Il Centre Vinicole – Champagne Nicolas Feuillatte vede la partecipazione di 82 cooperative e costituisce un colosso del settore attestato ormai da anni come il terzo produttore di champagne al mondo.

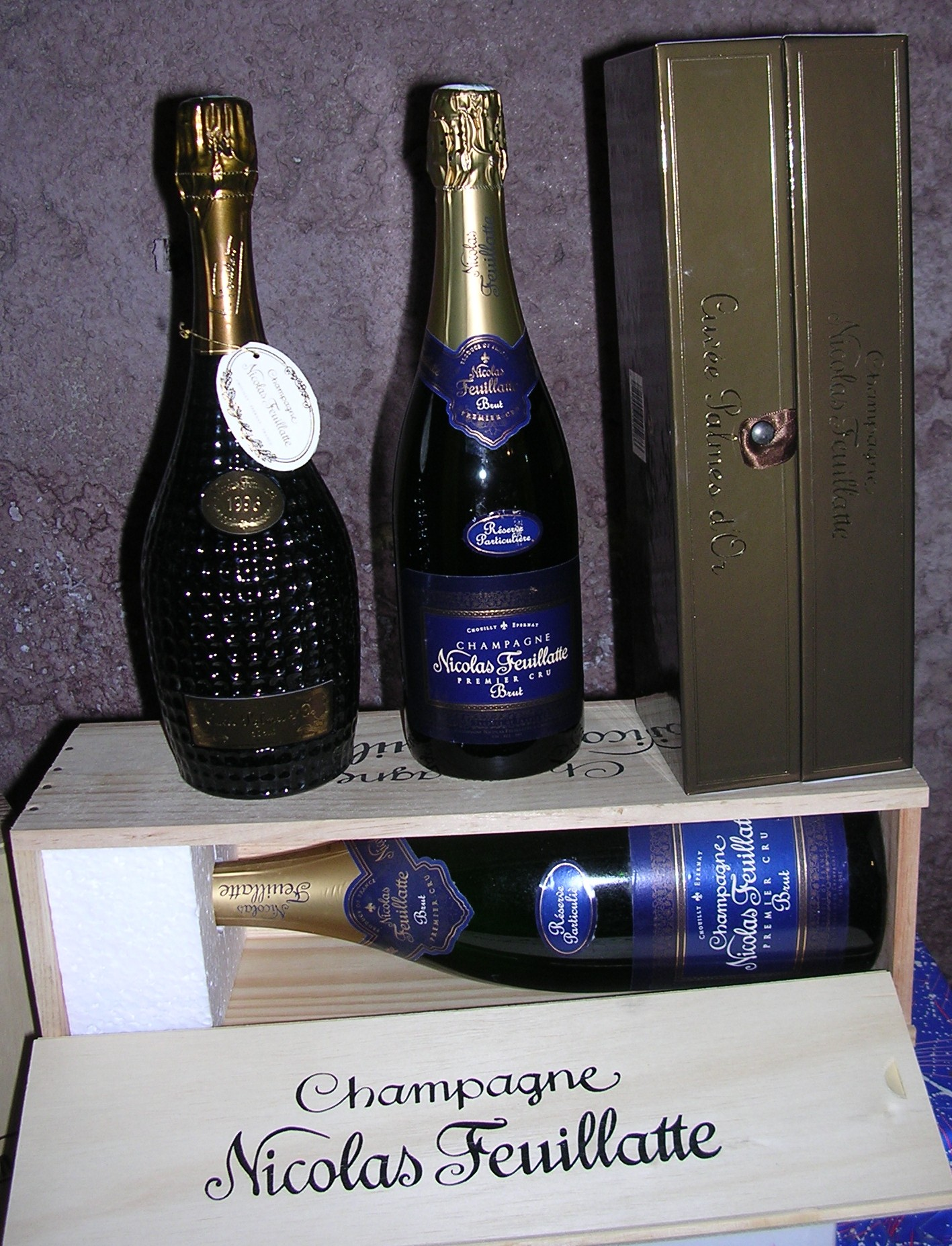
Alcune bottiglie e confezioni di champagne con marchio Nicolas Feuillatte

## Produzione
L'azienda si distingue per un'estrema varietà di offerta con il dichiarato intento di andare incontro anche al mercato giovanile e femminile. Tra i prodotti che più caratterizzano il marchio si segnalano:
- Brut, Brut Réserve, Brut Grand Réserve, Brut Rosé, Demi-sec
- Brut Vintage, Brut Extrem' , Brut Chardonnay, Cuvée Spéciale Vintage
- Grand Cru Chardonnay, Grand Cru Pinot Noir, Cuvée 225 Vintage, Cuvée 225 Rosé Vintage
- Palmes d'Or Brut Vintage, Palmes d'Or Rosé Vintage
- D'luscious Gold, D'luscious Rosé